# Тулуза-1
Тулуза-1 (фр. Toulouse-1, окс. Tolosa-1) — кантон во Франции, находится в регионе Юг — Пиренеи, департамент Верхняя Гаронна. Входит в состав округа Тулуза.
Код INSEE кантона — 3133. Кантон Тулуза-1 включает в себя часть коммуны Тулуза.

## Население
Население кантона на 2011 год составляло 28 627 человек.
| 1968 | 1975 | 1982 | 1990   | 1999   | 2006   | 2011   |
| ---- | ---- | ---- | ------ | ------ | ------ | ------ |
| —    | —    | —    | 25 298 | 26 342 | 29 260 | 28 627 |